# Kirin hóa

Chữ cái Kirin Ꚁ, một ví dụ thường được trích dẫn về cả Kirin hóa và khả năng của ngôn ngữ bản địa ảnh hưởng đến hệ thống chữ viết áp đặt của nó

Kirin hóa là quá trình chuyển các từ của một ngôn ngữ thường sử dụng hệ thống chữ viết khác với hệ thống chữ viết Kirin thành một phiên bản của bảng chữ cái Kirin. Mặc dù quy trình như vậy thường được thực hiện theo kiểu đặc biệt, thuật ngữ "kirin hóa" thường đề cập đến một hệ thống nhất quán được áp dụng, ví dụ: để phiên âm tên của người Đức, Trung hoặc Anh và các địa điểm để sử dụng trong tiếng Nga, tiếng Ukraina, báo và sách tiếng Serbia, tiếng Macedonia hoặc tiếng Bungari. Kirin hóa tương tự như Latinh hóa, khi các từ từ một chữ phi Latinh, ngôn ngữ sử dụng được hiển thị bằng bảng chữ cái Latinh để sử dụng (ví dụ: trong văn học Anh, Đức hoặc Pháp).
Cũng giống như các sơ đồ Latinh hóa khác nhau, mỗi hệ thống Kirin hóa có bộ quy tắc riêng, tùy thuộc vào:
- Ngôn ngữ nguồn hoặc hệ thống chữ viết (tiếng Anh, tiếng Pháp, tiếng Ả Rập, tiếng Hindi, tiếng Kazakh trong bảng chữ cái Latinh, tiếng Trung, tiếng Nhật, v.v.).
- Ngôn ngữ đích hoặc hệ thống chữ viết (tiếng Nga, tiếng Ukraina, tiếng Bungari, tiếng Kazakh trong Kirin, v.v.).
- Mục tiêu của các hệ thống:
  - thỉnh thoảng hiển thị các từ nước ngoài (chủ yếu là tên riêng và địa danh) để sử dụng trên báo chí hoặc trên bản đồ.
  - để cung cấp một phiên âm gần đúng thực tế trong một từ điển đàm thoại hoặc một từ điển song ngữ.
  - hoặc để chuyển đổi hoàn toàn một ngôn ngữ sang hệ thống chữ viết Kirin (ví dụ: Đông Can, Kazakh).
- Khuynh hướng ngôn ngữ hoặc chính trị của những người thiết kế hệ thống (ví dụ: xem việc sử dụng hoặc không sử dụng chữ Ґ để biểu thị chữ "G" của các từ nước ngoài trong tiếng Ukraina).

Khi ngôn ngữ nguồn sử dụng một hệ thống đánh vần khá ngữ âm (ví dụ: tiếng Tây Ban Nha, tiếng Thổ Nhĩ Kỳ), sơ đồ Kirin hóa thường có thể được áp dụng gần như chuyển ngữ, nghĩa là sử dụng sơ đồ ánh xạ chỉ đơn giản ánh xạ từng chữ cái của bảng chữ cái nguồn sang một số chữ cái của bảng chữ cái đích, đôi khi được tăng cường bởi các quy tắc dựa trên vị trí. Trong số các lược đồ như vậy, có một số lược đồ được chấp nhận rộng rãi trong các ngôn ngữ Đông Slav:
- Kirin hóa tiếng Ả Rập
- Kirin hóa tiếng Trung
- Kirin hóa tiếng Anh
- Kirin hóa tiếng Esperanto (Quốc tế ngữ)
- Kirin hóa tiếng Pháp
- Kirin hóa tiếng Đức
- Kirin hóa tiếng Hy Lạp
- Kirin hóa tiếng Hindi
- Kirin hóa tiếng Ý
- Kirin hóa tiếng Nhật - ví dụ như hệ thống Polivanov
- Kirin hóa tiếng Hàn
- Kirin hóa tiếng Kurd
- Kirin hóa tiếng Mãn
- Kirin hóa tiếng Ba Lan
- Kirin hóa tiếng Bồ Đào Nha
- Kirin hóa tiếng Tây Ban Nha
- Kirin hóa tiếng Thổ Nhĩ Kỳ

Tương tự như vậy, các lược đồ đơn giản được sử dụng rộng rãi để chuyển các từ từ ngôn ngữ hệ chữ Latinh sang ngôn ngữ hệ chữ Kirin.
Khi ngôn ngữ nguồn không sử dụng một hệ thống chữ viết phiên âm cụ thể, đáng chú ý nhất là tiếng Anh và tiếng Pháp, các từ của nó thường được biểu thị bằng tiếng Nga, tiếng Ukraina hoặc các ngôn ngữ dựa trên hệ thống chữ Kirin khác bằng cách sử dụng một hệ thống phiên âm gần đúng, nhằm mục đích cho phép người đọc chữ Kirin gần đúng âm thanh của ngôn ngữ nguồn càng nhiều càng tốt trong giới hạn của ngôn ngữ đích và chính tả của ngôn ngữ đó. Trong số các ví dụ có Phiên âm thực hành từ tiếng Anh sang tiếng Nga (tiếng Nga: Правила англо-русской практической транскрипции), nhằm chuyển các từ tiếng Anh sang tiếng Nga dựa trên âm của chúng và Phiên âm các từ nước ngoài bằng bảng chữ cái Kirin (uk:Транслітерація іншомовних слів кирилицею) và Kirin tiếng Anh (uk:Кирилізація англійської мови) trong trường hợp của Ukraina. Mặc dù sơ đồ này hầu như được đa số các tác giả và nhà xuất bản Nga và Ukraina chấp nhận, nhưng các biến thể phiên âm không phải là hiếm.
Một hệ thống chuyển tự cho Kirin hóa tiếng Anh của tiếng Bungari đã được thiết kế bởi nhà ngôn ngữ học người Bungari Andrey Danchev.
Tương tự như vậy, các sơ đồ ngữ âm được áp dụng rộng rãi cho Kirin hóa của tiếng Pháp, đặc biệt là khi xem xét một số lượng khá lớn các từ mượn tiếng Pháp đã được mượn sang tiếng Nga.